# ヴァレリー・ヴォロニン
ヴァレリー・イヴァーノヴィチ・ヴォロニン（ロシア語: Валерий Иванович Воронин、1939年7月17日 - 1984年5月19日）は、現ロシア・モスクワ出身の元サッカー選手。現役時代のポジションは守備的MF。

## 経歴
1939年、現ロシアの首都モスクワにて生まれた。1952年、コマンダー・ザヴォーダのユースに所属。1953年からはFCトルペド・モスクワ、1955年から1957年まではFC FShMトルペド・モスクワのユースに在籍をした。1958年にFCトルペド・モスクワでキャリアをスタートさせた。戦術理解度が高く豊富な運動量と俊敏性で相手のボールを奪取し時にはペナルティエリアに顔を出すなど相手の脅威になり続けた。
1964年に雑誌『フットボール』により創設されたソビエト連邦年間最優秀サッカー選手賞では初代の最優秀選手に輝き、1965年には2年連続で選出されたが、1969年夏、車の運転中にヴォロニンは極度の疲れから転寝をして事故を起こし、手足や複数の肋骨を骨折するなどして重傷を負った。会話は呼吸器にチューブが通されていたためにすることが出来なかったが、元チームメートで当時トルペド・モスクワ監督のワレンチン・イワノフは一日おきに病院に訪問した。
その後、迅速に回復をして病院を退院をしたヴォロニンは、復帰のためにトレーニングをしていたものの、以前のように動くことが出来ずにいた。復帰できないことを悟り、悄然としていたヴォロニンを見兼ねた家族は、彼のアイドルであったベスコフやサリニコフらの手を借りたが、ヴォロニンは心を開くことなく孤独に苛まれ酒を呷り酒に溺れた(スポルト・エクスプレス記者のアレクサンドル・ニーリンはヴォロニンがうつ病であったとしている)。キャリアを終えてからは他の仕事に就くことはなく、または出来なかった、それが悪化の一途をたどり、時折トレーニング場へ姿を現したものの、元同僚のトレーニングをただ黙って見つめているだけであった。
1984年5月20日、モスクワのВаршавском шоссе(ワルシャワ専用道路)のバス近くの茂みで、頭に打撃されたような痕を残して死亡しているのが発見された(44歳没)。解剖の結果アルコール成分が検出されたが少量であった。捜査は有力な手がかりが不足していたために終了。葬儀には恩師や嘗てのチームメートらが参列した。
モスクワにあるダニーロフスコエ墓地に埋葬されている。

## タイトル

### クラブ
- FCトルペド・モスクワ
  - ソビエト連邦サッカーリーグ：2 (1960, 1965)
  - USSRカップ：1 (1960)

### 個人
- ソビエト連邦年間最優秀選手賞：2 (1964, 1965)